# 봉화여자고등학교
봉화여자고등학교(1972년 3월 17일~2007년 2월 28일)는 경상북도 봉화군 봉화읍에 있었던 공립 고등학교이다.

## 연혁
- 1972년 3월 17일 : 봉화여자상업고등학교로 개교
- 1974년 10월 8일 : 봉화여자고등학교로 변경
- 2007년 2월 28일 : 봉화고등학교와 통합으로 인해 폐교